# Lê Tuấn Anh (nghệ sĩ vĩ cầm)
Lê Tuấn Anh là một nghệ sĩ ưu tú, nghệ sĩ violin người Việt Nam. Hiện ông là phó giám đốc nhà hát nhạc vũ kịch Việt Nam.
Lê Tuấn Anh sinh ra trong gia đình có truyền thống âm nhạc. Năm 6 tuổi, ông bắt đầu học Violin dưới sự dẫn dắt của cha mình. Sau khi tốt nghiệp Học viện âm nhạc quốc gia, ông công tác tại Đoàn Nhạc kịch, Nhà hát Nhạc Vũ Kịch Việt Nam và hiện đang đảm nhiệm vị trí Concert Master (bè trưởng).
Ông đã nhận được lời mời tham gia biểu diễn cùng các dàn nhạc như Bangkok Opera, dàn nhạc giao hưởng Châu Á, dàn nhạc giao hưởng Sony, Dàn nhạc giao hưởng Kunming,...với vai trò nghệ sỹ độc tấu hoặc bè trưởng.
Ngày 17 tháng 9 năm 2020, sau khi nắm giữ vai trò là trưởng đoàn nhạc kịch, ông được Bộ trưởng Nguyễn Ngọc Thiện trao quyết định làm phó giám đốc nhà hát nhạc vũ kịch Việt Nam.